# Klîn, Nedrîhailiv
Klîn (în ucraineană Клин) este un sat în comuna Ivanîțea din raionul Nedrîhailiv, regiunea Sumî, Ucraina.

## Demografie
Componența lingvistică a localității Klîn
     Ucraineană (100%)
Conform recensământului din anul 2001, toată populația localității Klîn era vorbitoare de ucraineană (100%).